# 成田彬人
成田 彬人（なりたあきと）（1998年2月18日生まれ）は、大阪府出身のオートバイレーサー

## 経歴
2017年より尾野弘樹が監督を務めるTeam HIROより全日本ロードレース選手権併催JP250へ参戦する。2018年にはJP250クラスで最多勝を記録し、（年間ランキング3位）同年に行われた、アジアロードレース選手権では、AP250にワイルドカード参戦し、日本人最高位（5位入賞）を獲得している。
2019年から全日本ロードレース選手権J -GP3クラスへTeam PMU 7C MIKUNIから参戦。
2020年には同チームで年間ランキング3位を獲得
2021年はSDG motorsport RT HARC -PROより、J -GP3に参戦

## 参考
脚注
1. ↑  “2020 – J-GP3 – #71 成田 彬人 – 3139 | SUPERBIKE.JP”. www.superbike.jp. 2023年3月26日時点のオリジナルよりアーカイブ。2021年10月3日閲覧。

| サブスタブ | この項目は、まだ閲覧者の調べものの参照としては役立たない、書きかけの項目です。この項目を加筆・訂正などしてくださる協力者を求めています。このテンプレートは分野別のサブスタブテンプレートやスタブテンプレート（Wikipedia:分野別のスタブテンプレート参照）に変更することが望まれています。 |